# Prison de Shek Pik
La prison de Shek Pik (en chinois : 石壁監獄) est un centre pénitentiaire de Hong Kong situé sur l'île de Lantau. Construite en 1984, elle accueille des détenus condamnés à des peines moyennes à longues, ainsi que ceux condamnés à la réclusion à perpétuité,.

## Histoire
La prison de Shek Pik ouvre officiellement ses portes le 28 avril 1984 en tant qu'établissement de sécurité maximale d'une capacité de 466 prisonniers, aidant à soulager la prison de Stanley. Sa construction coûte environ 135 millions HK$. Elle est construite avec des dispositifs de sécurité de haute technologie, notamment un système de vidéosurveillance de 160 caméras et une alarme périmétrique infrarouge, ainsi qu'un système de chauffage de l'eau à l'énergie solaire, le plus grand système d'énergie solaire de ce type du gouvernement de Hong Kong à l'époque.

## Description
La prison demeure un établissement de sécurité maximale et maintient une capacité officielle de 426 places.
Elle est située sous le barrage du réservoir de Shek Pik (en).

## Détenus notables
- Lam Kor-wan – tueur en série
- Edward Leung – militant politique[5]
- Nadeem Razaq (en) – tueur en série, s'est suicidé dans sa cellule le 3 novembre 2016[6]
- Benny Tai – militant politique[7]
- Joshua Wong – militant politique[8]